# Ircinia campana
Pour les articles homonymes, voir Campana (homonymie).
Espèce
Ircinia campana est une espèce d'éponges de la famille des Irciniidae.
Cette espèce a été décrite en 1814 par Jean-Baptiste de Lamarck, sous le nom Spongia campana. Elle est couverte de sortes de verrues de couleur rougeâtre ou brun-rougeâtre qui présentent en leur centre un oscule noir.